# Větrný mlýn na Strahově
Větrný mlýn na Strahově v Praze je zaniklý mlýn německého typu, který stál v místech zahrady Strahovského kláštera směrem na návrší Petřína poblíž kostela svatého Vavřince.

## Historie
Větrný mlýn byl jako první na území Čech postaven v roce 1277 na zahradě Strahovského kláštera a vystavět jej dal opat Siegfried, představený kláštera premonstrátů. V roce 1281 vyvrátil mlýn vítr, ale opat jej nechal znovu postavit. Zanikl pravděpodobně v průběhu třicetileté války.
Václav Hájek z Libočan ve své kronice uvádí: „T. l. opat kláštera Strahovského a s konventem svým uradivše se, povolali jednoho velmi mistrného mlynáře, kázali sobě postaviti v své zahradě mlajn větrný velmi mistrně udělaný, tak že se tomu dílu všichni lidi divili. A ten mlajn dával dosti mauky všem obývajícím v témž klášteře Strahovském.“
Dominik Karel Čermák v publikaci Premonstráti v Čechách a na Moravě uvádí: „Na počátku panování Siegfriedova zuřil hlad a nouze v naší zemi. Aby všeobecné bídě této alespoň poněkud odpomohl, zřídil Siegfried (sic) r. 1277 na výšině Strahovské věterní mlýn, jenž i k potřebám obyvatelů Pražských ustanoven byl. Když pak velikým vichrem ztroskotán jest, postavil jej opat r. 1281 podruhé, získal sobě tímto lidumilným podnikem náklonnost královu u velké míře, velmožové zemští stali se jeho přáteli, a klášter sám nabyl tímto příznivým vývojem mnoho výhod.“